# International Open
International Open – profesjonalny turniej snookera. Turniej odbywał się w latach 1981–1997, a następnie został zastąpiony przez Scottish Open.
Od 1982 roku turniej miał status turnieju rankingowego World Snooker Tour.
W sezonach 1990/91 i 1991/92 turniej nie odbył się. Przed przerwą spotkania odbywały się w Derby, Newcastle-upon-Tyne i Stoke-on-Trent. Od sezonu 1992/93 powrócił do kalendarza. Najpierw odbył się w Plymouth, potem przez dwa lata w Bournemouth, rok w Swindon i wreszcie w Aberdeen, a od sezonu 1997/98 turniej na stałe przeniesiono do Szkocji i kontynuowano pod nazwą Scottish Open.

## Zwycięzcy
| Rok                                              | Miejsce                                              | Zwycięzca                          | Wynik                              | Finalista                          | Sponsor                            | Sezon                              |
| International Open (nierankingowy)               | International Open (nierankingowy)                   | International Open (nierankingowy) | International Open (nierankingowy) | International Open (nierankingowy) | International Open (nierankingowy) | International Open (nierankingowy) |
| ------------------------------------------------ | ---------------------------------------------------- | ---------------------------------- | ---------------------------------- | ---------------------------------- | ---------------------------------- | ---------------------------------- |
| 1981                                             | Derby – Assembly Rooms                               | Steve Davis                        | 9-0                                | Dennis Taylor                      | Jameson Whiskey                    | 1981/82                            |
| International Open (rankingowy)                  |                                                      |                                    |                                    |                                    |                                    |                                    |
| 1982                                             | Derby – Assembly Rooms                               | Tony Knowles                       | 9-6                                | David Taylor                       | Jameson Whiskey                    | 1982/83                            |
| 1983                                             | Newcastle upon Tyne – Eldon Square Recreation Centre | Steve Davis                        | 9-4                                | Cliff Thorburn                     | Jameson Whiskey                    | 1983/84                            |
| 1984                                             | Newcastle upon Tyne – Eldon Square Recreation Centre | Steve Davis                        | 9-2                                | Tony Knowles                       | Jameson Whiskey                    | 1984/85                            |
| Goya Matchroom Trophy – Ranglistenturnier-Status |                                                      |                                    |                                    |                                    |                                    |                                    |
| 1985                                             | Stoke-on-Trent – Trentham Gardens                    | Cliff Thorburn                     | 12-10                              | Jimmy White                        | Goya / Matchroom                   | 1985/86                            |
| International Open – Ranglistenturnier-Status    |                                                      |                                    |                                    |                                    |                                    |                                    |
| 1986                                             | Stoke-on-Trent – Trentham Gardens                    | Neal Foulds                        | 12-9                               | Cliff Thorburn                     | BCE                                | 1986/87                            |
| 1987                                             | Stoke-on-Trent – Trentham Gardens                    | Steve Davis                        | 12-5                               | Cliff Thorburn                     | Fidelity Unit Trusts               | 1987/88                            |
| 1988                                             | Stoke-on-Trent – Trentham Gardens                    | Steve Davis                        | 12-6                               | Jimmy White                        | Fidelity Unit Trusts               | 1988/89                            |
| 1989                                             | Stoke-on-Trent – Trentham Gardens                    | Steve Davis                        | 9-4                                | Stephen Hendry                     | BCE                                | 1989/90                            |
| 1990–1992 nie rozegrano                          |                                                      |                                    |                                    |                                    |                                    |                                    |
| 1993                                             | Plymouth – Plymouth Pavilions                        | Stephen Hendry                     | 10-6                               | Steve Davis                        | Sky Sports                         | 1992/93                            |
| 1994                                             | Bournemouth – Bournemouth International Centre       | John Parrott                       | 9-5                                | James Wattana                      | –                                  | 1993/94                            |
| 1995                                             | Bournemouth – Bournemouth International Centre       | John Higgins                       | 9-5                                | Steve Davis                        | Sweater Shop                       | 1994/95                            |
| 1996                                             | Swindon – Link Centre                                | John Higgins                       | 9-3                                | Rod Lawler                         | Sweater Shop                       | 1995/96                            |
| 1997                                             | Aberdeen – Aberdeen Exhibition and Conference Centre | Stephen Hendry                     | 9-1                                | Tony Drago                         | –                                  | 1996/97                            |